# Raszków (Radków)

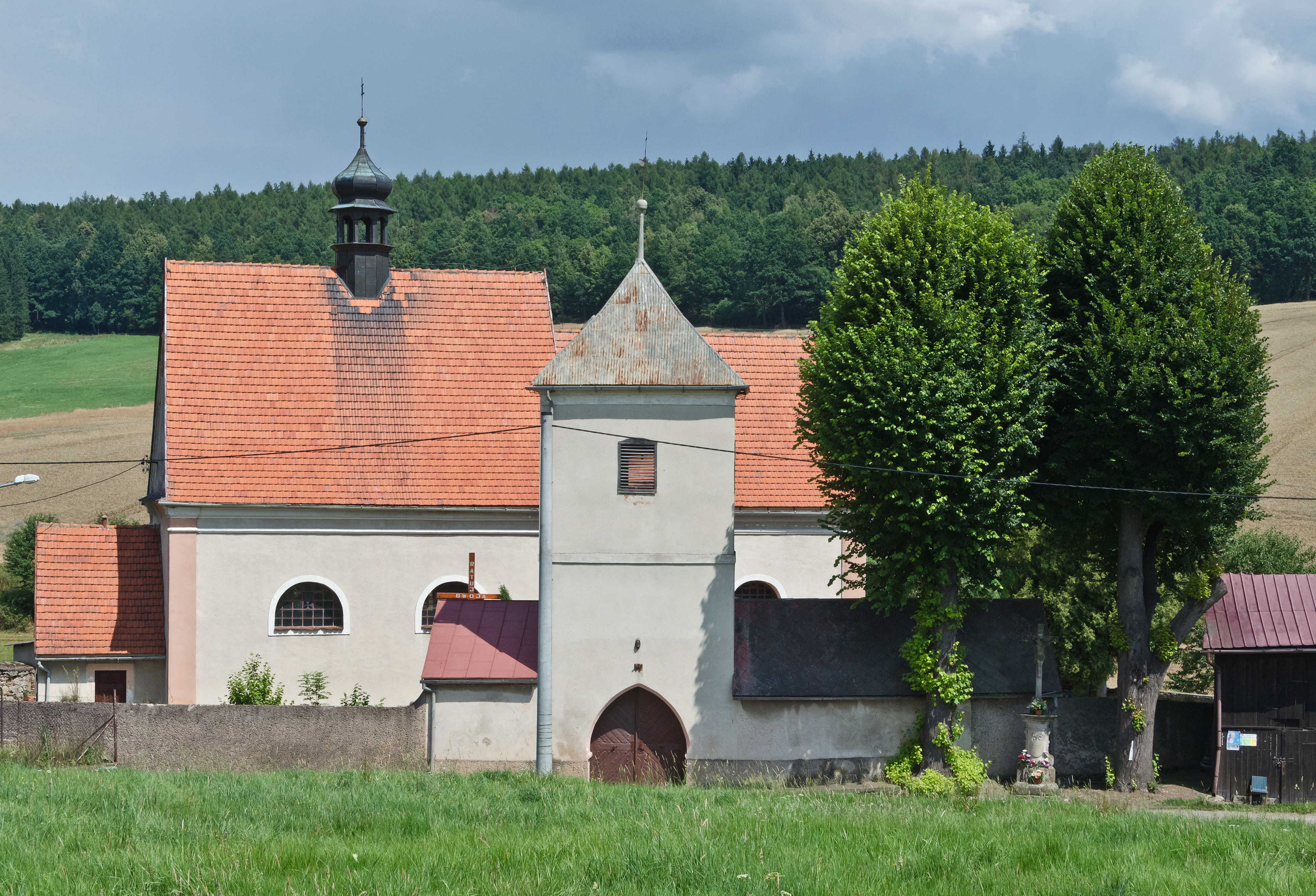
St. Peter und Paul

Raszków (deutsch: Seifersdorf) ist ein Dorf in der Stadt- und Landgemeinde Radków (Wünschelburg) im Powiat Kłodzki der Woiwodschaft Niederschlesien in Polen.

## Geographie
Raszków liegt am Nordostrand des Heuscheuergebirges, zehn Kilometer südlich von Nowa Ruda (Neurode). Südwestlich liegt der 435 hohe Hopfenberg (polnisch Bogatka). Nachbarorte sind Ścinawka Średnia (Mittelsteine) im Norden, Ścinawka Dolna (Niedersteine) im Osten, Suszyna (Dürrkunzedorf) im Südosten, Kopanka (Agnesfeld) im Süden und Wambierzyce (Albendorf) im Westen.

## Geschichte
Das als Reihendorf angelegte Seifersdorf wurde erstmals 1316 als „Seiffersdorf“ erwähnt. Weitere Schreibweisen waren Sifridisdorf (1346) und Seifridtsdorf (1559). Der tschechische Ortsname war „Žibřidovice“. Es gehörte zum Wünschelburger Distrikt im böhmischen Glatzer Land. Mit diesem teilte es die Geschichte seiner politischen und kirchlichen Zugehörigkeit. Für 1384 ist es als Pfarrort verzeichnet, später war es Filialkirche von Mittelsteine. Es bestand in früherer Zeit aus den Anteilen des Dominiums und des Freirichterguts das in der zweiten Hälfte des 16. Jahrhunderts vom Besitzer des Dominiums aufgekauft wurde.
Der Dominialanteil gehörte 1316 dem Theoderich von Thenitz, 1351 Hans von Logau und Anfang des 15. Jahrhunderts dem Adelsgeschlecht von Nimptsch auf Niedersteine. Nachdem Ernst von Nimptsch ohne Nachkommen starb, fielen dessen Güter als erledigtes Lehen an den böhmischen Landesherrn König Sigismund. Dieser übertrug 1437 Seifersdorf an Wenzel Cluxa von Dohalitz. Dessen Witwe Dorothea vermählte sich 1439 mit Hans Donig von Zdanitz (Ždánice), dessen Nachkommen bis 1623 im Besitz von Seifersdorf blieben. In diesem Jahr wurden die Besitzungen des 1620 verstorbenen Konrad von Donig wegen dessen Beteiligung am böhmischen Ständeaufstand 1618 konfisziert. 1631 kam Seifersdorf an den Breslauer Weihbischof Johann Balthasar Liesch von Hornau sowie an dessen Geschwister Johann Jacob und Maria Barbara. Sie verkauften Seifersdorf 1651 an Johann Christoph Hofer von Hoferburg. Über dessen Söhne kam es 1673 an Anton Ferdinand von Sauern und von diesem 1704 an Johann Ignaz von Sauern. Seine Erben verkauften Seifersdorf 1705 dem Johann Georg von Ullersdorf. Dessen gleichnamiger Sohn verkaufte es 1734 dem kaiserlichen General Georg Olivier von Wallis, von dem es sein Sohn Stephan erbte.
Nach dem Ersten Schlesischen Krieg 1742 und endgültig nach dem Hubertusburger Frieden 1763 kam Seifersdorf zusammen mit der Grafschaft Glatz an Preußen. 1783 erwarb Seifersdorf Ludwig Friedrich Wilhelm von Schlabrendorf, der es schon ein Jahr später dem Reichsgrafen Alexander von Schoenaich-Carolath verkaufte. Von diesem erwarb Seifersdorf Reichsgraf Anton Alexander von Magnis auf Eckersdorf. 1798 wurde ein neues Schulhaus errichtet. Nach der Neugliederung Preußens gehörte Seifersdorf ab 1815 zur Provinz Schlesien, die in Landkreise aufgeteilt wurde. 1816–1853 war der Landkreis Glatz, 1854–1932 der Landkreis Neurode zuständig. Nach dessen Auflösung 1933 gehörte Seifersdorf bis 1945 wiederum zum Landkreis Glatz. Zusammen mit der Landgemeinde Dürrkunzendorf und den gleichnamigen Gutsbezirken bildete es ab 1874 den Amtsbezirk Seifersdorf.
Als Folge des Zweiten Weltkriegs fiel Seifersdorf 1945 mit dem größten Teil Schlesiens an Polen und wurde in Raszków umbenannt. Die einheimische Bevölkerung wurde 1946 vertrieben. Die neu angesiedelten Bewohner waren zum Teil Heimatvertriebene aus Ostpolen, das an die Sowjetunion gefallen war. 1975–1998 gehörte Raszków zur Woiwodschaft Wałbrzych (Waldenburg).

## Sehenswürdigkeiten
- Die 1384 erwähnte Kirche St. Peter und Paul wurde am 27. Juni 1668 durch einen Blitzschlag zerstört. Sie wurde 1690 im Barockstil neu errichtet. Das steile Dach ziert ein Dachreiter. Am Kirchhof befindet sich ein Torturm.